# Lijst van prefecten voor de Bisschoppen

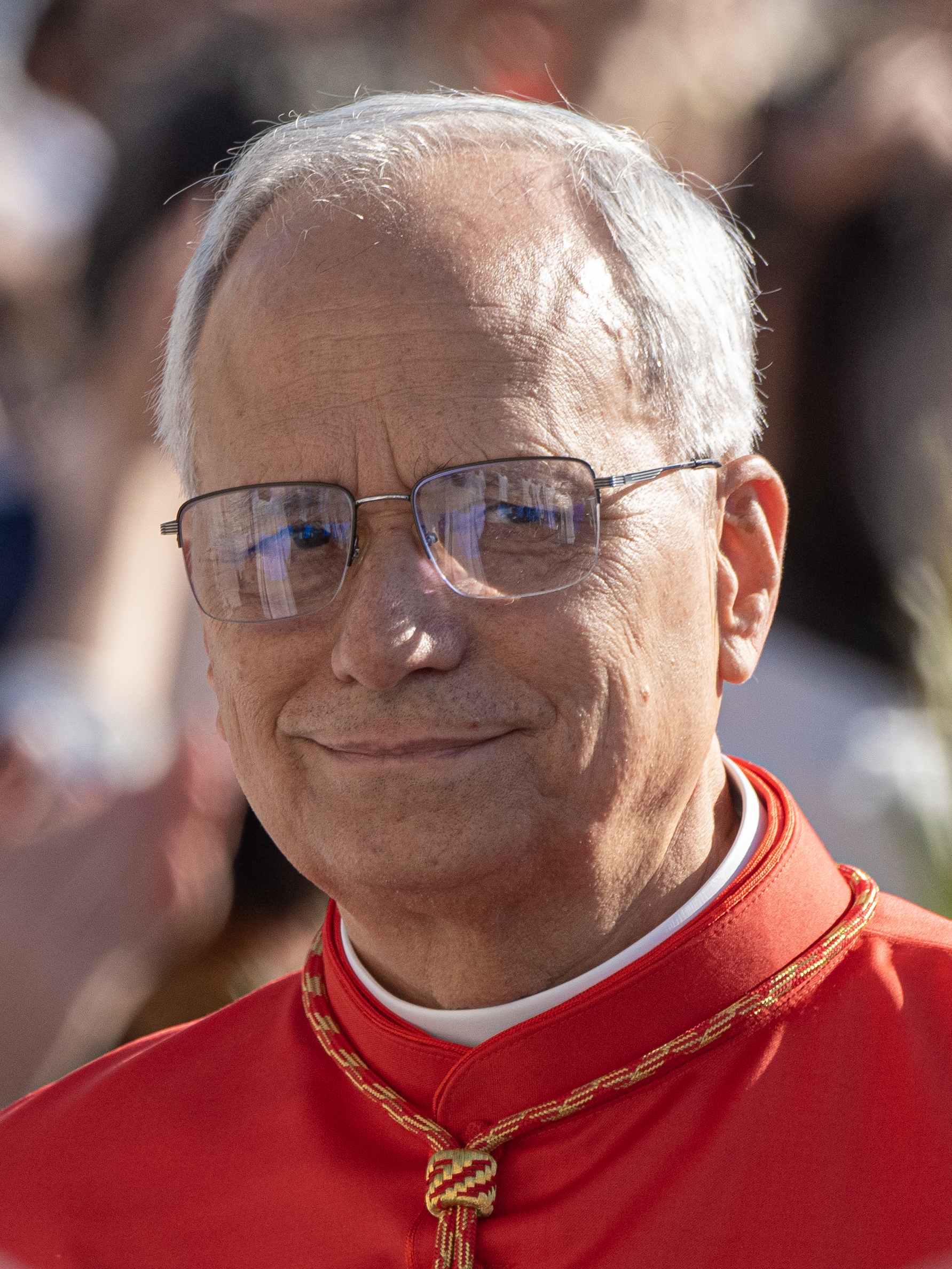
Robert Prevost, prefect 2023-2025

Onderstaand volgt een lijst van prefecten van de dicasterie voor de Bisschoppen, een orgaan van de Romeinse Curie.
| Congregatie van het Consistorie | Congregatie van het Consistorie    |
| ------------------------------- | ---------------------------------- |
| 1710-1730                       | Domenico Riviera                   |
| 1730–1735                       | Filippo Maria Monti                |
| 1763–1766                       | Filippo Maria Pirelli              |
| 1787–1795                       | Giulio Maria della Somaglia        |
| 1815–1818                       | Fabrizio Sceberras Testaferrata    |
| 1818-1819                       | Raffaele Mazio                     |
| 1819–1825                       | Carlo Zen                          |
| 1845–1846                       | Gaetano Baluffi                    |
| 1850–1875                       | Ruggero Luigi Emidio Antici Mattei |
| 1875–1882                       | Pietro Lasagni                     |
| 1882-1886                       | Carmine Gori-Merosi                |
| 1892–1903                       | Carlo Nocella                      |
| 1908-1928                       | Gaetano de Lai                     |
| 1928-1930                       | Carlo Perosi                       |
| 1930-1948                       | Raffaele Rossi                     |
| 1948-1957                       | Adeodato Giovanni Piazza           |
| 1957-1961                       | Marcello Mimmi                     |
| 1961-1967                       | Carlo Confalonieri                 |
| Congregatie voor de Bisschoppen |                                    |
| 1967-1973                       | Carlo Confalonieri                 |
| 1973-1984                       | Sebastiano Baggio                  |
| 1984-1998                       | Bernardin Gantin                   |
| 1998-2000                       | Lucas Moreira Neves OP             |
| 2000-2010                       | Giovanni Battista Re               |
| 2010-2022                       | Marc Ouellet                       |
| Dicasterie voor de Bisschoppen  |                                    |
| 2022-2023                       | Marc Ouellet                       |
| 2023-2025                       | Robert Prevost OSA                 |